# Södertäljedepån

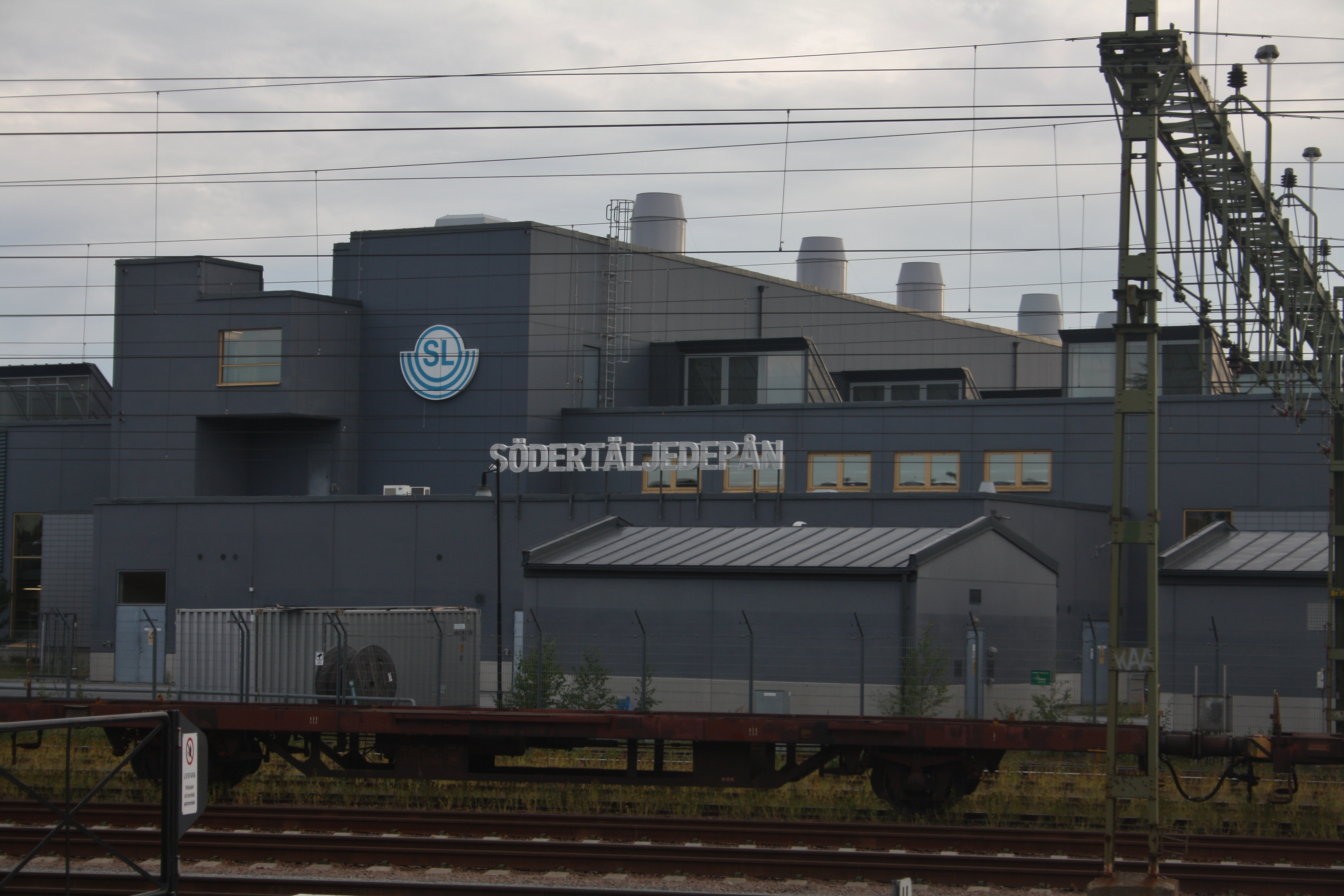
Södertäljedepån.

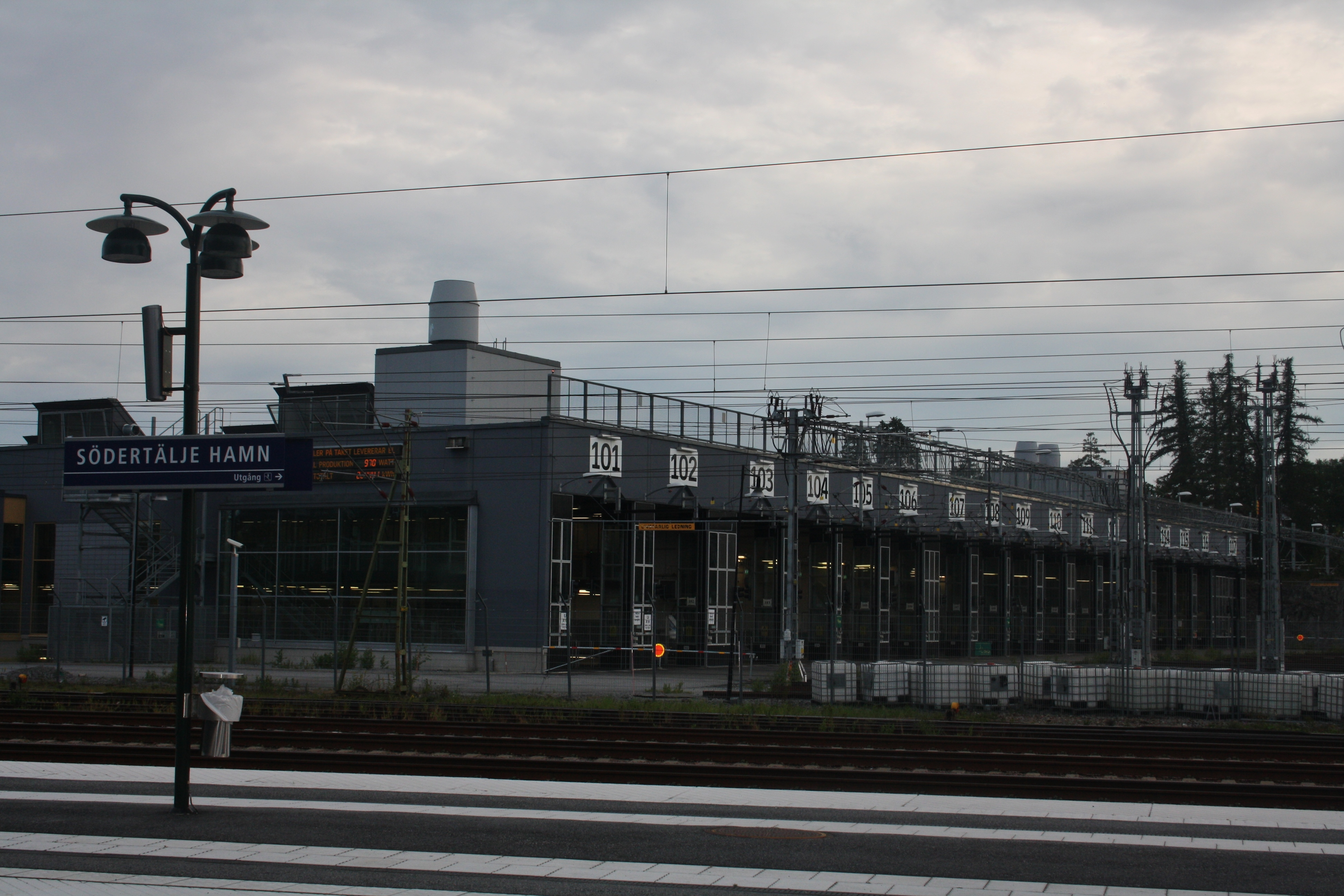
Södertäljedepån från Södertälje hamn.

Södertäljedepån är en vagndepå för Stockholms pendeltåg som ligger i den södra delen av Södertälje, vid spårområdet som ligger sydväst om pendeltågsstationen Södertälje hamn. Depån invigdes under december 2009.